# 14250 Kathleenmartin
14250 Kathleenmartin eller 2000 AJ63 är en asteroid i huvudbältet som upptäcktes den 4 januari 2000 av LINEAR i Socorro County, New Mexico. Den är uppkallad efter Kathleen B. Martin.
Asteroiden har en diameter på ungefär 3 kilometer och den tillhör asteroidgruppen Levin.